# ШОСО „Милан Петровић” Нови Сад
ШОСО „Милан Петровић” је школа за основно и средње образовање деце са сметњама у развоју и поред образовања деце у оквиру школе, у процесу инклузивног образовања пружа подршку деци која имају сметње у развоју, а похађају редован систем образовања у Новом Саду. Налази се у улици Браће Рибникар 32. Име је добила по Милану Петровићу, професору Српске православне велике гимназије у Новом Саду и председнику Матице српске.

## Историјат

### 1932—1990.
Године 1932. се отвара „Државна помоћна школа” и формира се одељење за децу оболелу од туберкулозе костију у Сремској Каменици. Године 1946. се отварају помоћна одељења у Основној школи „Васа Стајић”, „Иво Лола Рибар”, „Иван Гундулић” и „Арањ Јанош”. Актом Народног одбора општине Нови Сад 1958. је формирана помоћна школа са седиштем у „Роковој школи” која је настала спајањем помоћних одељења при основним школама и одељења за децу оболелу од туберкулозе костију у Сремској Каменици. Преселили су се 1960. у објекат „Јеврејске школе” у Јеврејској улици када добијају назив Специјална школа „Милан Петровић”. У новоизграђени наменски објекат је школа пресељена 1969. у улици Браће Рибникар 32 и формирана је стручна служба, отворена су одељења на словачком и мађарском језику. Истурена одељења су отворена 1970. године у Жабљу, Чуругу и при Дечјој болници. Здравствено превентивна служба је формирана 1971, а припремно одељење у школи 1973. које ради до 1985. Истурена одељења у Ковиљу и Кисачу су отворена 1977, а у Беочину 1978. Назив су променили 1980. у Центар за специјално васпитање и образовање „Милан Петровић”, 1985. је формирана Корективна служба, 1988. су променили име у Основну школу „Милан Петровић”, 1989. су основали истурено одељење у Сремским Карловцима, а 1990. је Одлуком Извршног одбора Града формиран Дневни боравак при школи у Дожа Ђерђа 18.

### 1993—2000.
Предшколско одељење почиње са радом 1993. у улици Јернеја Копитара 1, формирају се групе умерено ментално заостале деце – млађег узраста које до тада нису биле обухваћене школским системом, почиње са радом Ђачка задруга „Заре” и формира се средња школа која ради у објекту Браће Рибникар 32. Променили су назив 1995. године у Школа за основно и средње образовање „Милан Петровић”, издали су прву монографију „Школа великог срца”, основали Ликовну колонију „На каналу између два моста”, програм средње школе почиње да се реализује у улици Боре Станковића 25 и формирали су школску галерију уметничких дела насталих на Ликовној колонији „На каналу између два моста”. Године 1996. су предшколска одељења пресељена у адаптирани објекат у улици Темеринска 61, а школа добија просторије у улици Браће Јовандић 13. Године 1997. су добили сагласност за проширену делатност: промет производа – трговина на мало и започињу рад са слепом и слабовидом децом, формирана је и медијатека школе. Године 1998. почиње са радом дневни боравак за децу са аутизмом у улици Темеринска 61, основали су инклузивну Дечију ликовну колонију „Између два моста” и издали другу монографију о животу и раду школе. Године 1999. су добили просторије у улици Змај Огњена Вука 23 за програм Дневног боравка за децу и омладину са вишеструким сметњама, отворили су здравствену станицу при школи и истурено одељење у Бачком Јарку. Године 2000. су добили сагласност за рад са телесно инвалидном децом, добили су просторије у улици Пап Павла 10 које су биле предвиђене за реализацију програма радног центра и отворили су истурено одељење у Шангају.

### 2001—2009.
Године 2001. су добили просторије у улици Булевар Војводе Степе 133 за реализацију програма предшколског васпитања и образовања, отворили су истурено одељење у Шајкашу и Сиригу и добили су сагласност за упис ванредних ученика у средњој школи. Године 2002. су добили објекат у улици Футошка 60 за реализацију програма средње школе – фризерски салон инклузивног карактера, отворили су истурена одељења у Каћу и Мошорину и учионице са специфичним, асистивним помагалима за слепу, слабовиду и телесно инвалидну децу, креирали су први званични веб-сајт школе и добили су верификацију за рад одељења ученика са аутизмом. Године 2003. су добили простор у улици Железничка 26 за промовисање и продају производа школе, месна заједница Ченеј је уступила школи објекат за потребе радног–терапијског ангажовања, за обављање стручне праксе ученика средње школе из области пољопривредна производња и прерада хране, за програме дневног боравка и бројне инклузивне програме и установљен је меморијал „Александра Сашка Шећеров” – вајарски сусрети младих из дневних боравака на подручју Војводине. Године 2004. је решењем Покрајинског секретаријата за образовање, управу и националне заједнице верификован програм средње школе и Градска управа за социјалну и дечију заштиту је одобрила програм „Рана интервенција и стимулација деце са оштећењем вида узраста 0—7 година”. Године 2005. су добили простор у улици Гагаринова 4 за обућарску радионицу средње школе инклузивног карактера, Градска управа за социјалну и дечију заштиту је одобрила програме „Мале кућне заједнице” и „Радни центар” и почеле су са радом кућне заједнице у улицама Илије Бирчанина 3 и Мише Димитријевића 4. Године 2006. започињу примену специјализованих метода у раду са децом са сметњама у развоју, формирали су Монтесори учионицу, реконструисали су и надоградили објекат основне школе у улици Браће Рибникар 32 по стандардима универзалног дизајна, добили су простор у улици Бранка Бајића 10 за потребе радног центра и у улици Јеврејска 17 за потребе дневног боравка и основан је Сервисни центар за додатну подршку. Поткровље средње школе у улици Боре Станковића 25 је адаптиран 2007. када су добили на коришћење простор у улици Јеврејска 26 за потребе предшколског васпитања и образовања, Градска управа за социјалну и дечију заштиту им је одобрила програме „Сервис за подршку запошљавању особа са инвалидитетом у отвореној привреди” и „Учење на даљину”. Године 2009. је регистрована Фондација „Милан Петровић”.

## Данас
Данас ШОСО „Милан Петровић” броји 1500 непосредних ученика и корисника програма социјалне заштите и 500 посредних корисника у инклузивном образовању којима пружају додатну подршку. Имају више од 500 запослених које чине дефектолози свих профила, учитељи, стручни сарадници, предметни наставници, наставници практичне наставе, лекари, здравствени и социјални радници, технички и административни радници. Програме реализују на двадесет локација у Новом Саду, садрже десет дислоцираних одељења, едукативни камп на Ченеју и осам „Малих кућних заједница”. Пружају услуге и продају производе школских радионица, садрже две продавнице у центру града и Фондацију „Милан Петровић”. Програм реализују на српском, мађарском, словачком и знаковном језику. Добитници су Светосавске повеље Министарства просвете, науке и технолошког развоја Републике Србије, Октобарске награде Новог Сада, Искре културе Културно-просветне заједнице Војводине, повеље фонда „Професор Миодраг Матић”, признања Друштва дефектолога Југославије за унапређење школе и школске средине, награде Добар дизајн Привредне коморе Војводине, три награде Златна табла на сајмовима учила у Београду, Златне и сребрне кошуте на Сајмовима моде у Београду, као и многих других награда и признања у земљи и иностранству. Учествовали су у пројектима „Уметност за све”, „Миља за инклузију”, „Инклузивна ВР галерија” и „Изградња инклузивних школских окружења” 2022. године.